# Beilschmiedia berteroana
Beilschmiedia berteroana là loài thực vật có hoa trong họ Nguyệt quế. Loài này được (Gay) Kosterm. miêu tả khoa học đầu tiên năm 1938.